# Três Nações 2001
O Três Nações 2001 foi a VI edição do Torneio, a competição esportiva internacional anual de rugby entre a Austrália (Wallabies), Nova Zelândia (All Blacks) e a África do Sul (Springboks).
O torneio foi disputado entre os dias 21 de Julho e 1 de Setembro.
Os times se enfrantaram em jogos de ida e volta, vencedora foi a seleção australiana os Wallabies (2º título), ganhando a Copa Bledisloe (contra a Nova Zelândia).

## Jogos
| 21 de Julho de 2001 |       |               |                |
| África do Sul       | 3 -12 | Nova Zelândia | Cidade do Cabo |
|                     |       |               | Cidade do Cabo |

| 28 de Julho de 2001 |         |           |          |
| África do Sul       | 20 - 15 | Austrália | Pretória |
|                     |         |           | Pretória |

| 11 de Agosto de 2001 |         |           |         |
| Nova Zelândia        | 15 - 23 | Austrália | Dunedin |
|                      |         |           | Dunedin |

| 18 de Agosto de 2001 |         |               |       |
| Austrália            | 14 - 14 | África do Sul | Perth |
|                      |         |               | Perth |

| 25 de Agosto de 2001 |         |               |          |
| Nova Zelândia        | 26 - 15 | África do Sul | Auckland |
|                      |         |               | Auckland |

| 1 de Setembro de 2001 |         |               |        |
| Austrália             | 29 - 26 | Nova Zelândia | Sydney |
|                       |         |               | Sydney |

## Classificação
| Seleção       | Vitórias | Empates | Derrotas | Pontos a favor | Pontos contra | Pontos +/- | Bonus | Pontos |
| ------------- | -------- | ------- | -------- | -------------- | ------------- | ---------- | ----- | ------ |
| Austrália     | 2        | 1       | 1        | 81             | 75            | +6         | 1     | 11     |
| Nova Zelândia | 2        | 0       | 2        | 79             | 70            | +9         | 1     | 9      |
| África do Sul | 1        | 1       | 2        | 52             | 67            | -15        | 0     | 6      |

Pontuação: Vitória=4, Empate=2, Derrota=0, Bônus para equipe que fizer 4 ou mais tries = + 1, Bônus para equipe que perder por 7 pontos ou menos = + 1.

## Campeã
| Três Nações 2001                         |
| ---------------------------------------- |
| Austrália (Wallabies) Campeã (2º título) |